# Repišče
Repišče – wieś w Słowenii, w gminie Videm. W 2018 roku liczyła 139 mieszkańców.